# 山口素臣
山口 素臣（やまぐち もとおみ、弘化3年5月15日（1846年6月8日） - 1904年（明治37年）8月7日）は、日本の陸軍軍人。第5師団長、歩兵第3・10旅団長を歴任し数々の戦役に悉く従軍した事から「戦将中の戦将」と評された。階級は陸軍大将従二位勲一等功二級子爵。

## 経歴
山口藩士・山本芳の息子として萩に生まれ、同藩士・山口義惟の養子となる。戊辰戦争に奇兵隊嚮導役として従軍し北陸、奥羽を転戦。維新後は陸軍に仕官する。
明治3年（1870年）9月に大坂陸軍教導団第2教導隊に入り明治4年（1871年）4月、陸軍軍曹に任命される。同年中に少尉、中尉、大尉と累進し1873年（明治6年）10月より陸軍少佐。翌年1月、近衛歩兵第1連隊が創設されると第1大隊長に就任し、佐賀の乱に参戦。続く西南戦争では3月4日の田原坂の戦いに参加。豊岡・平原地区（現・熊本市北区植木町内）に陣取る薩軍右翼を攻撃したが、逆襲に遭い苦戦を強いられる。当時の近衛連隊は2個大隊で編制されており、あわせて4人の大隊長がいたが、山口以外の3人の大隊長は全員戦死している。
戦後、歩兵第9連隊長、歩兵第7連隊長を経て1882年（明治15年）2月、陸軍大佐に進級する。同年3月から熊本鎮台参謀長、1885年（明治18年）5月に東京鎮台参謀長、1886年（明治19年）5月には近衛参謀長に就任する。1887年（明治20年）9月から翌年6月まで欧米を視察する。1889年（明治22年）9月、同月5日に病死した品川氏章の後任として歩兵第10旅団長心得、1890年（明治23年）2月、陸軍少将・歩兵第10旅団長に進み、1894年（明治27年）から始まる日清戦争には第2師団隷下歩兵第3旅団長として出征する。
1月20日、山東半島に上陸し、右翼隊を率いて威海衛の戦いに参加。この功により戦後の1895年（明治28年）8月に男爵を授けられ、1896年（明治29年）10月、陸軍中将に進み第5師団長に補される。
1900年（明治33年）、北清事変に出征し戦功を挙げ勲一等旭日大綬章、功二級金鵄勲章を受章する。1904年（明治37年）3月、陸軍大将に進み軍事参議官に任命されるが同年8月に逝去し、子爵を追贈された。墓所は東京都港区・青山霊園。

## 年譜
- 1870年（明治3年）9月 - 大坂陸軍教導団第2教導隊
- 1871年（明治4年）
  - 4月 - 軍曹
  - 8月11日 - 少尉
  - 9月12日 - 中尉
  - 10月20日 - 大尉
- 1873年（明治6年）10月10日 - 少佐
- 1877年（明治10年）11月12日 - 歩兵第9連隊長
- 1878年（明治11年）11月21日 - 中佐
- 1880年（明治13年）4月25日 - 歩兵第7連隊長
- 1882年（明治15年）
  - 2月6日 - 大佐
  - 3月10日 - 熊本鎮台参謀長
- 1885年（明治18年）5月26日 - 東京鎮台参謀長
- 1888年（明治21年）5月27日 - 近衛参謀長
- 1889年（明治22年）
  - 2月6日 - 観兵式諸兵参謀長[2]
  - 9月11日 - 歩兵第10旅団長心得[3]
- 1890年（明治23年）2月12日 - 少将、補歩兵第10旅団長[4]
  - 12月5日 - 歩兵第3旅団長
- 1895年（明治28年）8月20日 - 男爵
- 1896年（明治29年）10月14日 - 中将、第5師団長
- 1904年（明治37年）3月17日 - 陸軍大将、軍事参議官[5]

## 栄典
位階
- 1890年（明治23年）2月28日 - 従四位[6]
- 1895年（明治28年）5月20日 - 正四位[7]
- 1900年（明治33年）6月11日 - 従三位[8]
- 1904年（明治37年）
  - 4月20日 - 正三位[9]
  - 8月6日 - 従二位[10]

爵位
- 1895年（明治28年）8月20日 - 男爵[11]
- 1904年（明治37年）8月5日 - 子爵[12]

勲章等
| 受章年                     | 略綬 | 勲章名                   | 備考 |
| -------------------------- | ---- | ------------------------ | ---- |
| 1885年（明治18年）4月7日   |      | 勲三等旭日中綬章         |      |
| 1889年（明治22年）11月29日 |      | 大日本帝国憲法発布記念章 |      |
| 1895年（明治28年）5月23日  |      | 勲二等瑞宝章             |      |
| 1895年（明治28年）8月20日  |      | 旭日重光章               |      |
| 1895年（明治28年）11月18日 |      | 明治二十七八年従軍記章   |      |
| 1897年（明治30年）3月31日  |      | 功三級金鵄勲章           |      |
| 1901年（明治34年）7月19日  |      | 勲一等旭日大綬章         |      |
| 1901年（明治34年）7月19日  |      | 功二級金鵄勲章           |      |
| 1902年（明治35年）5月10日  |      | 明治三十三年従軍記章     |      |

外国勲章佩用允許
- 1903年（明治36年）12月18日 - イタリア王国：王冠第一等勲章[20]

| 受章年                    | 国籍                         | 略綬 | 勲章名                                           | 備考 |
| ------------------------- | ---------------------------- | ---- | ------------------------------------------------ | ---- |
| 1901年（明治34年）12月5日 | オランダ王国                 |      | オラニエ＝ナッサウ勲章リッデル・グロートクロイス |      |
| 1902年（明治35年）1月17日 | ベルギー王国                 |      | レオポルド勲章グランドコルドン                   |      |
| 1903年（明治36年）6月3日  | 大清帝国                     |      | 第一等第三品御賜双竜宝星                         |      |
| 1903年（明治36年）6月3日  | フランス共和国               |      | レジオンドヌール勲章グラントフィシエ             |      |
| 1903年（明治36年）6月3日  | ロシア帝国                   |      | 1等聖アンナ勲章                                  |      |
| 1903年（明治36年）6月3日  | オーストリア＝ハンガリー帝国 |      | 2等鉄冠勲章                                      |      |

## エピソード
- 日清戦争にて、旅順に上陸した兵士の間で吐瀉病が流行した。山口は野戦病院を訪れると、兵士の手を握り、背中をなでて、「国家の為に捨てる命を、病魔に取られてどうする気か」と叱咤したという[24]
- 威海衛の戦いにて、戦闘（31日）に先立つ1月29日早朝、小高い丘に立って戦況を視察していた。そのとき、清側の砲弾が付近で炸裂し、隣にいたアメリカのクロニクル紙（サンフランシスコ・クロニクルもしくはオーガスタ・クロニクル（en）か）記者が転げ落ちた。山口は彼を引き上げると、「また後から来るかもしれないから、早く彼方へ行くがいい」と至って落ち着いた口調で告げたという[24]。

## 家族
妻・きちは十二世有馬屋清右衛門の二女であり、十三世清右衛門こと森清右衛門の姉。
後を継いだ養嗣子の山口十八は子爵を襲爵。十八は後に陸軍少将となり歩兵第11旅団長、近衛歩兵第1旅団長等を歴任した。